# Молочников, Николай Моисеевич
Николай Моисеевич Молочников (23 декабря 1924, Кременчуг, Полтавская область — 25 ноября 1982, Черновцы) — советский офицер, Герой Советского Союза (1945).

## Биография
Родился 23 декабря 1924 года в городе Кременчуг Полтавской области в семье рабочего. Еврей. Член ВКП(б) с 1945 года. Окончил среднюю школу № 9 (сейчас один из корпусов Кременчугского лётного колледжа). Работал в колхозе. В 1942 году призван в ряды Рабоче-крестьянской Красной армии. В 1943 году окончил Сумское артиллерийское училище.

### Военные годы
В боях Великой Отечественной войны с июня 1944 года. Воевал на 2-м Украинском фронте.
Осенью 1944 года 1658-й истребительно-противотанковый артиллерийский полк в составе войск 2-го Украинского фронта вёл тяжёлые бои на территории Румынии. Отважно действовал огневой взвод 4-й батареи под командованием младшего лейтенанта Молочникова на подступах к городу Тимишоара.
17 сентября 1944 года взвод отбил контратаку противника, уничтожил два вражеских танка. Особенно отличился 12 октября 1944 года. Противник при поддержке танков и самоходных орудий начали активные действия против советских подразделений, расположенных вокруг населённого пункта Хайду в Венгрии. На рассвете они атаковали позиции 4-й батареи. В течение дня воины отбили семь атак противника, уничтожили три «Пантеры» и два самоходных орудия «Фердинанд».
Взвод не был прикрыт пехотой, поэтому Н. М. Молочникову приходилось и командовать артиллеристами и вести огонь из станкового пулемёта, отбивая атаки вражеских автоматчиков. От каждого орудийного расчёта осталось по 2-3 человека. Сам Молочников был ранен в грудь. Истекая кровью, в течение пяти часов он вёл огонь по наседавшим с трёх сторон солдатам противника.
После боя вокруг пулемёта Н. М. Молочникова насчитали 125 трупов солдат и офицеров противника.
Указом Президиума Верховного Совета СССР от 28 апреля 1945 года за образцовое выполнение боевых заданий командования и проявленные при этом мужество и героизм младшему лейтенанту Николаю Моисеевич Молочникову присвоено звание Героя Советского Союза с вручением ордена Ленина и медали «Золотая Звезда» (№ 8627).

### Послевоенная жизнь
С 1947 года майор Молочников — в запасе. Жил в городе Черновцы.
Работал заведующим складом Черновицкого пивоваренного завода.

## Награды
- Медаль «Золотая Звезда» Героя Советского Союза
- Орден Ленина
- Орден Отечественной войны 2-й степени
- Орден Красной Звезды
- медали

## Память
- В Кременчуге на здании средней школы № 9 (сейчас один из корпусов Кременчугского лётного колледжа), где учился Герой, ему установлена мемориальная доска.
- На Аллее Героев в Кременчуге на граните высечены фото и имя Николая Молочникова.